# Paul Jakob Matter
Paul Jakob Matter-Bally geborener Matter (* 30. Januar 1868 in Kölliken, Kanton Aargau; † 26. September 1950 ebenda) war ein Schweizer Unternehmer.

## Leben und Werk
Paul Jakob Matter war der Sohn des Unternehmers Jakob. Dieser besass eine Färberei und Buntweberei sowie eine Litzenfabrik. Matter studierte an der Chemisch-Technischen Abteilung des Polytechnikums Zürich. Es folgten Studien an der Universität Lausanne und Fachstudien u. a. in Frankfurt-Höchst, Schlesien und Barmen. 1893 trat Matter in das väterliche Unternehmen ein. Zusammen mit seinen Brüdern übernahm er dieses 1906. Matter heiratete 1900 Alice, geborene Bally. Sie war die Tochter von Arthur Bally.
Matter hatte zahlreiche Mandate in verschiedenen Firmen. Er wirkte etwa in der Aargauischen Handelskammer als Vorstandsmitglied und von 1923 bis 1940 als deren Präsident sowie von 1913 bis 1945 als Verwaltungsrat der C. F. Bally AG und der Bally Schuhfabriken AG.